# Bitwa pod Trzeszczanami

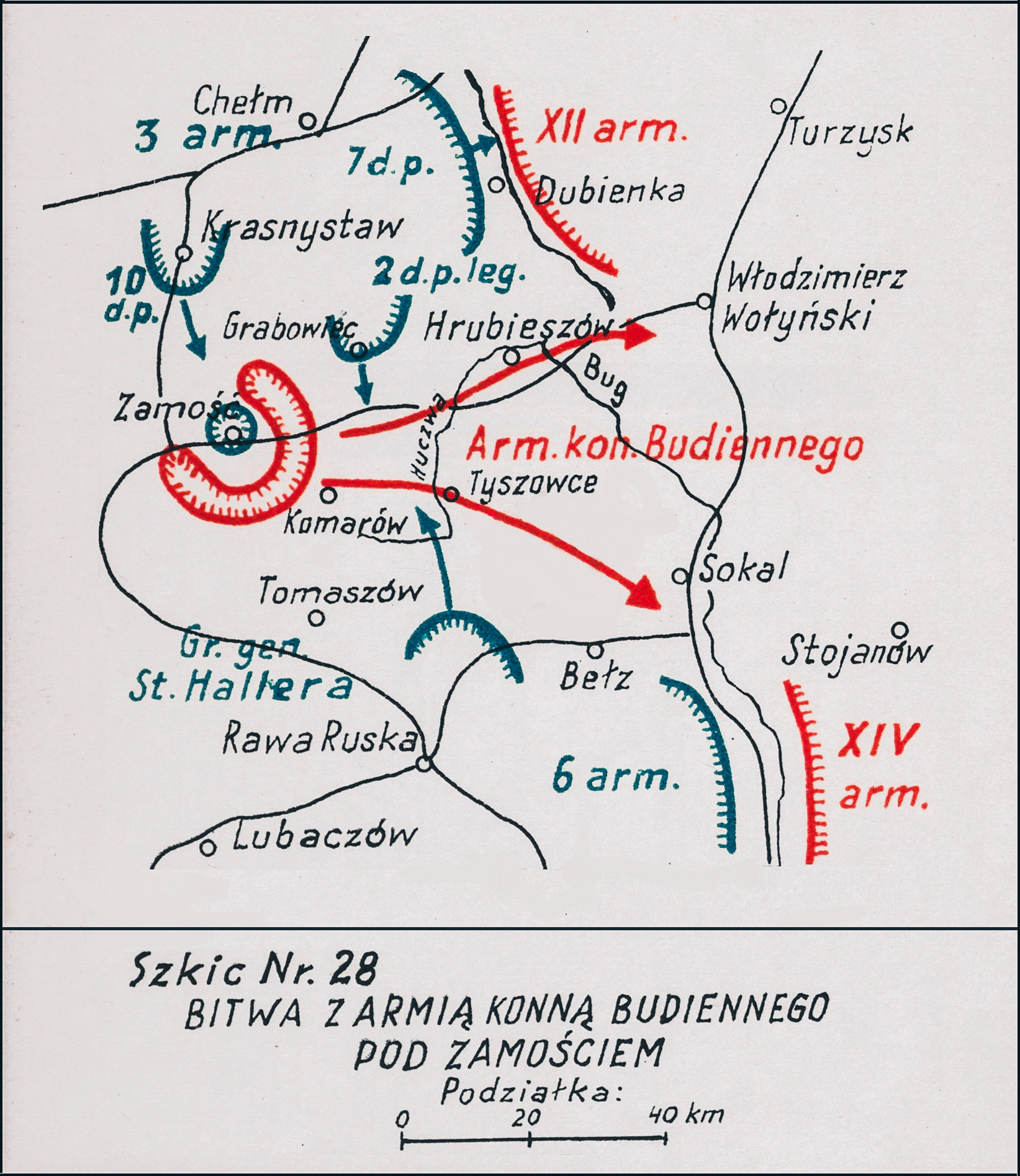
Adam Przybylski,
Wojna Polska 1918–1921

Bitwa pod Trzeszczanami – walki polskiej grupy płk. Stanisława Tessaro z oddziałami 1 Armii Konnej Siemiona Budionnego w czasie ofensywy jesiennej wojsk polskich w okresie wojny polsko-bolszewickiej.

## Sytuacja ogólna
Realizując w drugiej połowie sierpnia 1920 operację warszawską, wojska polskie powstrzymały armie Frontu Zachodniego Michaiła Tuchaczewskiego. 1 Armia gen. Franciszka Latinika zatrzymała sowieckie natarcie na przedmościu warszawskim, 5 Armia gen. Władysława Sikorskiego podjęła działania ofensywne nad Wkrą, a ostateczny cios sowieckim armiom zadał marszałek Józef Piłsudski, wyprowadzając uderzenie znad Wieprza. Zmieniło to radykalnie losy wojny. Od tego momentu Wojsko Polskie było w permanentnej ofensywie.
Po wielkiej bitwie nad Wisłą północny odcinek frontu polsko-sowieckiego zatrzymał się na zachód od linii Niemen – Szczara. Na froncie panował względny spokój, a obie strony reorganizowały swoje oddziały. Wojska Frontu Zachodniego odtworzyły ciągłą linię frontu już 27 sierpnia. Obsadziły one rubież Dąbrówka – Odelsk – Krynki – Grodno – Grodek - Kamieniec Litewski. Stąd Tuchaczewski zamierzał w przeprowadzić koncentryczne natarcie na Białystok i Brześć, by dalej ruszyć na Lublin. Uderzenie pomocnicze na południu miała wykonać między innymi 1 Armia Konna Siemiona Budionnego.
Reorganizując siły, Naczelne Dowództwo Wojska Polskiego zlikwidowało dowództwa frontów i rozformowało 1. i 5. Armię. Na froncie przeciwsowieckim rozwinięte zostały 2., 3., 4. i 6. Armie.
Gdy na północy rozgrywała się wielka bitwa nad Wisłą, na południu 3. i 6 Armia prowadziły w dalszym ciągu ciężkie walki w obronie Lwowa, nad Bugiem i Gniłą Lipą.
Po zwycięskich walkach z 1 Armią Konną pod Zamościem i Komarowem, polskie Naczelne Dowództwo zaczęło na południowym odcinku frontu przygotowania do oswobodzenia Galicji Wschodniej i Wołynia. Przed przystąpieniem do działań zaczepnych postanowiono podjąć siłami 3 Armii jeszcze jedną próbę rozbicia sowieckiej 1 Armii Konnej.
Grupa generała Stanisława Hallera, która dotychczas walczyła w okolicach Bełza, na lewym skrzydle 6 Armii, nie zdoławszy powstrzymać Budionnego czołowo, ruszyła w ślad za nim  na Tyszowce i Komarów. Równocześnie, wyładowana w Krasnymstawie 10 Dywizja Piechoty uderzyła w kierunku Zamościa, zaś 2 Dywizja Piechoty Legionów natarła od północy z obszaru Grabowca. W ten sposób armia Budionnego znalazła się w kleszczach, których oś stanowił Zamość, a oba ramiona zamykały przeciwnika w coraz to węższym korytarzu, grożąc mu odcięciem drogi na wschód.
31 sierpnia 1 Armia Konna rozpoczęła  odwrót na południowy wschód

## Walki pod Trzeszczanami
Po bitwie pod Komarowem, grupa płk. Stanisława Tessaro w składzie: 2 pułk piechoty Legionów, III /3 pułku piechoty Legionów, I/142 pułku piechoty i dwie baterie 2 pułku artylerii polowej Legionów otrzymała rozkaz obsadzenia frontu nad Huczwą i nawiązania łączności z oddziałami IV Brygady Piechoty Legionów, stacjonującej w Hrubieszowie.
2 września grupa płk. Tessaro ruszyła do Trzeszczan. W awangardzie szedł II batalion 2 pułku piechoty Legionów. Około 8.00 II/2 pp Leg. podszedł pod miejscowość i po zepchnięciu placówek opanował skraj wsi. Po przerzuconym przez bagna moście, łączącym jedną część wsi z drugą, pod silnym ogniem karabinów maszynowych strzelających z wieży kościelnej, jako pierwszy przeszedł pluton 8 kompanii, a za nim reszta batalionu. Osłaniała bateria 2 pap Leg. Po krótkiej walce Trzeszczany zostały zdobyte. 
Przeciwnik wycofał się i zorganizował obronę na linii wzgórz za wioską. Atak  6.,7., i dwóch plutonów 8 kompanii zmusił Sowietów do  odwrotu w stronę Nieledwi, a Grupa rozpoczęła pościg w kierunku na Hrubieszów. W południe zaatakował przeciwnik. Dowódca grupy płk Tessaro zdecydował się powrócić do Trzeszczan. Powtarzające się ataki sowieckiej kawalerii odcięły od sił głównych idący w ariergardzie 2 pułk piechoty Legionów, który musiał bagnetami torować sobie drogę.
Szybkość i manewrowy charakter działań kozaków sprawiły, że nie zdołano na czas zorganizować obrony Treszczan i pod naporem sowieckiej kawalerii Polacy musieli wycofać się do rejonu Wojsławic.

## Bilans walk
Grupa płk. Stanisława Tessaro nie wykonała swego zadania i poniosła  pod Trzeszczanami duże straty. Sam tylko 2 pułk piechoty Legionów miał około dwustu poległych i rannych, w tym pięciu oficerów.